# Tres Días de La Panne 2017
La 41.ª edición de los  Tres Días de La Panne fue una carrera ciclista belga que se disputó entre el 28 y el 30 de marzo de 2017. Formó parte del calendario ciclista UCI Europe Tour 2017 en la categoría 2.HC.
La carrera fue ganada por Philippe Gilbert seguido por Matthias Brändle y de Alexander Kristoff.

## Equipos participantes
| WorldTeams (7)- Bora-Hansgrohe - Katusha-Alpecin - Lotto-Soudal - Orica-Scott - Quick-Step Floors - Trek-Segafredo - UAE Team Emirates Equipos continentales profesionales (13)- Aqua Blue Sport - Bardiani CSF - Direct Énergie - Fortuneo-Vital Concept - Gazprom-RusVelo - Israel Cycling Academy - Nippo-Vini Fantini - Roompot-Nederlandse Loterij - Sport Vlaanderen-Baloise - Verandas Willems-Crelan - Wanty-Groupe Gobert - WB-Veranclassic-Aqua Protect - Wilier Triestina-Selle Italia Equipos continentales (4)- Cibel-Cebon - Joker Icopal - Pauwels Sauzen-Vastgoedservice - Tarteletto-Isorex |
| |

## Etapas
| Etapa       | Fecha     | Recorrido           | type                    | Distancia (km) | Ganador            | Líder            |
| ----------- | --------- | ------------------- | ----------------------- | -------------- | ------------------ | ---------------- |
| 1.ª etapa   | 28 de mar | De Panne – Zottegem | etapa escarpada         | 205,5          | Philippe Gilbert   | Philippe Gilbert |
| 2.ª etapa   | 29 de mar | Zottegem – Koksijde | etapa escarpada         | 192,9          | Alexander Kristoff | Philippe Gilbert |
| 3.ª etapa a | 30 de mar | De Panne – De Panne | etapa escarpada         | 118,5          | Marcel Kittel      | Philippe Gilbert |
| 3.ª etapa b | 30 de mar | De Panne – De Panne | contrarreloj individual | 14,4           | Luke Durbridge     | Philippe Gilbert |

## Desarrollo de la carrera

### Etapa 1
| \| Clasificación de la etapa \| Clasificación de la etapa \| Clasificación de la etapa \| Clasificación de la etapa \| Clasificación de la etapa \| \| Ciclista \| Ciclista \| Equipo \| Tiempo \| \| \| ------------------------- \| ------------------------- \| ------------------------- \| ------------------------- \| ------------------------- \| \| 1.º \| Philippe Gilbert \| Quick-Step Floors \| 4 h 36 min 18 s \| \| \| 2.º \| Luke Durbridge \| Orica-Scott \| + 17 s \| \| \| 3.º \| Simone Consonni \| UAE Team Emirates \| + 34 s \| \| \| 4.º \| Jasper De Buyst \| Lotto-Soudal \| + 34 s \| \| \| 5.º \| Matthias Brändle \| Trek-Segafredo \| + 34 s \| \| \| 6.º \| Frederik Backaert \| Wanty-Groupe Gobert \| + 53 s \| \| \| 7.º \| Alexander Kristoff \| Katusha-Alpecin \| + 58 s \| \| \| 8.º \| Edward Theuns \| Trek-Segafredo \| + 58 s \| \| \| 9.º \| Marco Canola \| Nippo-Vini Fantini \| + 58 s \| \| \| 10.º \| Sacha Modolo \| UAE Team Emirates \| + 58 s \| \| |                    |                     |                 |
| |                    |                     |                 |
| Fuente: ProCyclingStats |                    |                     |                 |
| Clasificación de la etapa |                    |                     |                 |
| Ciclista | Ciclista           | Equipo              | Tiempo          |
| 1.º | Philippe Gilbert   | Quick-Step Floors   | 4 h 36 min 18 s |
| 2.º | Luke Durbridge     | Orica-Scott         | + 17 s          |
| 3.º | Simone Consonni    | UAE Team Emirates   | + 34 s          |
| 4.º | Jasper De Buyst    | Lotto-Soudal        | + 34 s          |
| 5.º | Matthias Brändle   | Trek-Segafredo      | + 34 s          |
| 6.º | Frederik Backaert  | Wanty-Groupe Gobert | + 53 s          |
| 7.º | Alexander Kristoff | Katusha-Alpecin     | + 58 s          |
| 8.º | Edward Theuns      | Trek-Segafredo      | + 58 s          |
| 9.º | Marco Canola       | Nippo-Vini Fantini  | + 58 s          |
| 10.º | Sacha Modolo       | UAE Team Emirates   | + 58 s          |

| \| Clasificación general \| Clasificación general \| Clasificación general \| Clasificación general \| Clasificación general \| \| Ciclista \| Ciclista \| Equipo \| Tiempo \| \| \| --------------------- \| --------------------- \| --------------------- \| --------------------- \| --------------------- \| \| 1.º \| Philippe Gilbert \| Quick-Step Floors \| 4 h 36 min 05 s \| \| \| 2.º \| Luke Durbridge \| Orica-Scott \| + 22 s \| \| \| 3.º \| Simone Consonni \| UAE Team Emirates \| + 43 s \| \| \| 4.º \| Matthias Brändle \| Trek-Segafredo \| + 46 s \| \| \| 5.º \| Jasper De Buyst \| Lotto-Soudal \| + 47 s \| \| \| 6.º \| Frederik Backaert \| Wanty-Groupe Gobert \| + 1 min 06 s \| \| \| 7.º \| Alexander Kristoff \| Katusha-Alpecin \| + 1 min 11 s \| \| \| 8.º \| Edward Theuns \| Trek-Segafredo \| + 1 min 11 s \| \| \| 9.º \| Marco Canola \| Nippo-Vini Fantini \| + 1 min 11 s \| \| \| 10.º \| Sacha Modolo \| UAE Team Emirates \| + 1 min 11 s \| \| |                    |                     |                 |
| |                    |                     |                 |
| Fuente: ProCyclingStats |                    |                     |                 |
| Clasificación general |                    |                     |                 |
| Ciclista | Ciclista           | Equipo              | Tiempo          |
| 1.º | Philippe Gilbert   | Quick-Step Floors   | 4 h 36 min 05 s |
| 2.º | Luke Durbridge     | Orica-Scott         | + 22 s          |
| 3.º | Simone Consonni    | UAE Team Emirates   | + 43 s          |
| 4.º | Matthias Brändle   | Trek-Segafredo      | + 46 s          |
| 5.º | Jasper De Buyst    | Lotto-Soudal        | + 47 s          |
| 6.º | Frederik Backaert  | Wanty-Groupe Gobert | + 1 min 06 s    |
| 7.º | Alexander Kristoff | Katusha-Alpecin     | + 1 min 11 s    |
| 8.º | Edward Theuns      | Trek-Segafredo      | + 1 min 11 s    |
| 9.º | Marco Canola       | Nippo-Vini Fantini  | + 1 min 11 s    |
| 10.º | Sacha Modolo       | UAE Team Emirates   | + 1 min 11 s    |

### Etapa 2
| \| Clasificación de la etapa \| Clasificación de la etapa \| Clasificación de la etapa \| Clasificación de la etapa \| Clasificación de la etapa \| \| Ciclista \| Ciclista \| Equipo \| Tiempo \| \| \| ------------------------- \| ------------------------- \| ---------------------------- \| ------------------------- \| ------------------------- \| \| 1.º \| Alexander Kristoff \| Katusha-Alpecin \| 4 h 37 min 29 s \| \| \| 2.º \| Edward Theuns \| Trek-Segafredo \| + 0 s \| \| \| 3.º \| Marcel Kittel \| Quick-Step Floors \| + 0 s \| \| \| 4.º \| Pascal Ackermann \| Bora-Hansgrohe \| + 0 s \| \| \| 5.º \| Andrea Guardini \| UAE Team Emirates \| + 0 s \| \| \| 6.º \| Maxime Vantomme \| WB-Veranclassic-Aqua Protect \| + 0 s \| \| \| 7.º \| Adrien Petit \| Direct Énergie \| + 0 s \| \| \| 8.º \| Coen Vermeltfoort \| Roompot-Nederlandse Loterij \| + 0 s \| \| \| 9.º \| Pierre-Luc Périchon \| Fortuneo-Vital Concept \| + 0 s \| \| \| 10.º \| Conor Dunne \| Aqua Blue Sport \| + 0 s \| \| |                     |                              |                 |
| |                     |                              |                 |
| Fuente: ProCyclingStats |                     |                              |                 |
| Clasificación de la etapa |                     |                              |                 |
| Ciclista | Ciclista            | Equipo                       | Tiempo          |
| 1.º | Alexander Kristoff  | Katusha-Alpecin              | 4 h 37 min 29 s |
| 2.º | Edward Theuns       | Trek-Segafredo               | + 0 s           |
| 3.º | Marcel Kittel       | Quick-Step Floors            | + 0 s           |
| 4.º | Pascal Ackermann    | Bora-Hansgrohe               | + 0 s           |
| 5.º | Andrea Guardini     | UAE Team Emirates            | + 0 s           |
| 6.º | Maxime Vantomme     | WB-Veranclassic-Aqua Protect | + 0 s           |
| 7.º | Adrien Petit        | Direct Énergie               | + 0 s           |
| 8.º | Coen Vermeltfoort   | Roompot-Nederlandse Loterij  | + 0 s           |
| 9.º | Pierre-Luc Périchon | Fortuneo-Vital Concept       | + 0 s           |
| 10.º | Conor Dunne         | Aqua Blue Sport              | + 0 s           |

| \| Clasificación general \| Clasificación general \| Clasificación general \| Clasificación general \| Clasificación general \| \| Ciclista \| Ciclista \| Equipo \| Tiempo \| \| \| --------------------- \| --------------------- \| ---------------------------- \| --------------------- \| --------------------- \| \| 1.º \| Philippe Gilbert \| Quick-Step Floors \| 9 h 13 min 28 s \| \| \| 2.º \| Matthias Brändle \| Trek-Segafredo \| + 50 s \| \| \| 3.º \| Alexander Kristoff \| Katusha-Alpecin \| + 1 min 07 s \| \| \| 4.º \| Edward Theuns \| Trek-Segafredo \| + 1 min 11 s \| \| \| 5.º \| Pim Ligthart \| Roompot-Nederlandse Loterij \| + 1 min 15 s \| \| \| 6.º \| Sylvain Chavanel \| Direct Énergie \| + 1 min 15 s \| \| \| 7.º \| Maxime Vantomme \| WB-Veranclassic-Aqua Protect \| + 1 min 17 s \| \| \| 8.º \| Pierre-Luc Périchon \| Fortuneo-Vital Concept \| + 1 min 17 s \| \| \| 9.º \| Boy van Poppel \| Trek-Segafredo \| + 1 min 22 s \| \| \| 10.º \| Jasper De Buyst \| Lotto-Soudal \| + 2 min 25 s \| \| |                     |                              |                 |
| |                     |                              |                 |
| Fuente: ProCyclingStats |                     |                              |                 |
| Clasificación general |                     |                              |                 |
| Ciclista | Ciclista            | Equipo                       | Tiempo          |
| 1.º | Philippe Gilbert    | Quick-Step Floors            | 9 h 13 min 28 s |
| 2.º | Matthias Brändle    | Trek-Segafredo               | + 50 s          |
| 3.º | Alexander Kristoff  | Katusha-Alpecin              | + 1 min 07 s    |
| 4.º | Edward Theuns       | Trek-Segafredo               | + 1 min 11 s    |
| 5.º | Pim Ligthart        | Roompot-Nederlandse Loterij  | + 1 min 15 s    |
| 6.º | Sylvain Chavanel    | Direct Énergie               | + 1 min 15 s    |
| 7.º | Maxime Vantomme     | WB-Veranclassic-Aqua Protect | + 1 min 17 s    |
| 8.º | Pierre-Luc Périchon | Fortuneo-Vital Concept       | + 1 min 17 s    |
| 9.º | Boy van Poppel      | Trek-Segafredo               | + 1 min 22 s    |
| 10.º | Jasper De Buyst     | Lotto-Soudal                 | + 2 min 25 s    |

### Etapa 3 sector A
| \| Clasificación de la etapa \| Clasificación de la etapa \| Clasificación de la etapa \| Clasificación de la etapa \| Clasificación de la etapa \| \| Ciclista \| Ciclista \| Equipo \| Tiempo \| \| \| ------------------------- \| ------------------------- \| ------------------------- \| ------------------------- \| ------------------------- \| \| 1.º \| Marcel Kittel \| Quick-Step Floors \| 2 h 37 min 29 s \| \| \| 2.º \| Alexander Kristoff \| Katusha-Alpecin \| + 0 s \| \| \| 3.º \| Sacha Modolo \| UAE Team Emirates \| + 0 s \| \| \| 4.º \| Rüdiger Selig \| Bora-Hansgrohe \| + 0 s \| \| \| 5.º \| Edward Theuns \| Trek-Segafredo \| + 0 s \| \| \| 6.º \| Matteo Pelucchi \| Bora-Hansgrohe \| + 0 s \| \| \| 7.º \| Jens Debusschere \| Lotto-Soudal \| + 0 s \| \| \| 8.º \| Luka Mezgec \| Orica-Scott \| + 0 s \| \| \| 9.º \| Jelle Mannaerts \| Tarteletto-Isorex \| + 0 s \| \| \| 10.º \| Jonas Rickaert \| Sport Vlaanderen-Baloise \| + 0 s \| \| |                    |                          |                 |
| |                    |                          |                 |
| Fuente: ProCyclingStats |                    |                          |                 |
| Clasificación de la etapa |                    |                          |                 |
| Ciclista | Ciclista           | Equipo                   | Tiempo          |
| 1.º | Marcel Kittel      | Quick-Step Floors        | 2 h 37 min 29 s |
| 2.º | Alexander Kristoff | Katusha-Alpecin          | + 0 s           |
| 3.º | Sacha Modolo       | UAE Team Emirates        | + 0 s           |
| 4.º | Rüdiger Selig      | Bora-Hansgrohe           | + 0 s           |
| 5.º | Edward Theuns      | Trek-Segafredo           | + 0 s           |
| 6.º | Matteo Pelucchi    | Bora-Hansgrohe           | + 0 s           |
| 7.º | Jens Debusschere   | Lotto-Soudal             | + 0 s           |
| 8.º | Luka Mezgec        | Orica-Scott              | + 0 s           |
| 9.º | Jelle Mannaerts    | Tarteletto-Isorex        | + 0 s           |
| 10.º | Jonas Rickaert     | Sport Vlaanderen-Baloise | + 0 s           |

| \| Clasificación general \| Clasificación general \| Clasificación general \| Clasificación general \| Clasificación general \| \| Ciclista \| Ciclista \| Equipo \| Tiempo \| \| \| --------------------- \| --------------------- \| ---------------------------- \| --------------------- \| --------------------- \| \| 1.º \| Philippe Gilbert \| Quick-Step Floors \| 11 h 51 min 02 s \| \| \| 2.º \| Matthias Brändle \| Trek-Segafredo \| + 50 s \| \| \| 3.º \| Alexander Kristoff \| Katusha-Alpecin \| + 58 s \| \| \| 4.º \| Edward Theuns \| Trek-Segafredo \| + 1 min 06 s \| \| \| 5.º \| Sylvain Chavanel \| Direct Énergie \| + 1 min 15 s \| \| \| 6.º \| Pim Ligthart \| Roompot-Nederlandse Loterij \| + 1 min 15 s \| \| \| 7.º \| Maxime Vantomme \| WB-Veranclassic-Aqua Protect \| + 1 min 17 s \| \| \| 8.º \| Pierre-Luc Périchon \| Fortuneo-Vital Concept \| + 1 min 17 s \| \| \| 9.º \| Boy van Poppel \| Trek-Segafredo \| + 1 min 22 s \| \| \| 10.º \| Jasper De Buyst \| Lotto-Soudal \| + 2 min 20 s \| \| |                     |                              |                  |
| |                     |                              |                  |
| Fuente: ProCyclingStats |                     |                              |                  |
| Clasificación general |                     |                              |                  |
| Ciclista | Ciclista            | Equipo                       | Tiempo           |
| 1.º | Philippe Gilbert    | Quick-Step Floors            | 11 h 51 min 02 s |
| 2.º | Matthias Brändle    | Trek-Segafredo               | + 50 s           |
| 3.º | Alexander Kristoff  | Katusha-Alpecin              | + 58 s           |
| 4.º | Edward Theuns       | Trek-Segafredo               | + 1 min 06 s     |
| 5.º | Sylvain Chavanel    | Direct Énergie               | + 1 min 15 s     |
| 6.º | Pim Ligthart        | Roompot-Nederlandse Loterij  | + 1 min 15 s     |
| 7.º | Maxime Vantomme     | WB-Veranclassic-Aqua Protect | + 1 min 17 s     |
| 8.º | Pierre-Luc Périchon | Fortuneo-Vital Concept       | + 1 min 17 s     |
| 9.º | Boy van Poppel      | Trek-Segafredo               | + 1 min 22 s     |
| 10.º | Jasper De Buyst     | Lotto-Soudal                 | + 2 min 20 s     |

### Etapa 3 sector B
| \| Clasificación de la etapa \| Clasificación de la etapa \| Clasificación de la etapa \| Clasificación de la etapa \| Clasificación de la etapa \| \| Ciclista \| Ciclista \| Equipo \| Tiempo \| \| \| ------------------------- \| ------------------------- \| ---------------------------- \| ------------------------- \| ------------------------- \| \| 1.º \| Luke Durbridge \| Orica-Scott \| 17 min 38 s \| \| \| 2.º \| Sylvain Chavanel \| Direct Énergie \| + 0 s \| \| \| 3.º \| Alexander Kristoff \| Katusha-Alpecin \| + 2 s \| \| \| 4.º \| Marcel Kittel \| Quick-Step Floors \| + 3 s \| \| \| 5.º \| Matthias Brändle \| Trek-Segafredo \| + 5 s \| \| \| 6.º \| Alexander Edmondson \| Orica-Scott \| + 9 s \| \| \| 7.º \| Philippe Gilbert \| Quick-Step Floors \| + 17 s \| \| \| 8.º \| Nils Politt \| Katusha-Alpecin \| + 31 s \| \| \| 9.º \| Peter Koning \| Aqua Blue Sport \| + 36 s \| \| \| 10.º \| Olivier Pardini \| WB-Veranclassic-Aqua Protect \| + 39 s \| \| |                     |                              |             |
| |                     |                              |             |
| Fuente: ProCyclingStats |                     |                              |             |
| Clasificación de la etapa |                     |                              |             |
| Ciclista | Ciclista            | Equipo                       | Tiempo      |
| 1.º | Luke Durbridge      | Orica-Scott                  | 17 min 38 s |
| 2.º | Sylvain Chavanel    | Direct Énergie               | + 0 s       |
| 3.º | Alexander Kristoff  | Katusha-Alpecin              | + 2 s       |
| 4.º | Marcel Kittel       | Quick-Step Floors            | + 3 s       |
| 5.º | Matthias Brändle    | Trek-Segafredo               | + 5 s       |
| 6.º | Alexander Edmondson | Orica-Scott                  | + 9 s       |
| 7.º | Philippe Gilbert    | Quick-Step Floors            | + 17 s      |
| 8.º | Nils Politt         | Katusha-Alpecin              | + 31 s      |
| 9.º | Peter Koning        | Aqua Blue Sport              | + 36 s      |
| 10.º | Olivier Pardini     | WB-Veranclassic-Aqua Protect | + 39 s      |

## Clasificaciones finales

### Clasificación general
| \| Clasificación general \| Clasificación general \| Clasificación general \| Clasificación general \| Clasificación general \| \| Ciclista \| Ciclista \| Equipo \| Tiempo \| \| \| --------------------- \| --------------------- \| ---------------------------- \| --------------------- \| --------------------- \| \| 1.º \| Philippe Gilbert \| Quick-Step Floors \| 12 h 08 min 57 s \| \| \| 2.º \| Matthias Brändle \| Trek-Segafredo \| + 38 s \| \| \| 3.º \| Alexander Kristoff \| Katusha-Alpecin \| + 43 s \| \| \| 4.º \| Sylvain Chavanel \| Direct Énergie \| + 58 s \| \| \| 5.º \| Pierre-Luc Périchon \| Fortuneo-Vital Concept \| + 1 min 39 s \| \| \| 6.º \| Maxime Vantomme \| WB-Veranclassic-Aqua Protect \| + 1 min 50 s \| \| \| 7.º \| Edward Theuns \| Trek-Segafredo \| + 1 min 54 s \| \| \| 8.º \| Pim Ligthart \| Roompot-Nederlandse Loterij \| + 2 min 10 s \| \| \| 9.º \| Boy van Poppel \| Trek-Segafredo \| + 2 min 24 s \| \| \| 10.º \| Jasper De Buyst \| Lotto-Soudal \| + 2 min 46 s \| \| |                     |                              |                  |
| |                     |                              |                  |
| Fuentes: ProCyclingStats Cycling Quotient |                     |                              |                  |
| Clasificación general |                     |                              |                  |
| Ciclista | Ciclista            | Equipo                       | Tiempo           |
| 1.º | Philippe Gilbert    | Quick-Step Floors            | 12 h 08 min 57 s |
| 2.º | Matthias Brändle    | Trek-Segafredo               | + 38 s           |
| 3.º | Alexander Kristoff  | Katusha-Alpecin              | + 43 s           |
| 4.º | Sylvain Chavanel    | Direct Énergie               | + 58 s           |
| 5.º | Pierre-Luc Périchon | Fortuneo-Vital Concept       | + 1 min 39 s     |
| 6.º | Maxime Vantomme     | WB-Veranclassic-Aqua Protect | + 1 min 50 s     |
| 7.º | Edward Theuns       | Trek-Segafredo               | + 1 min 54 s     |
| 8.º | Pim Ligthart        | Roompot-Nederlandse Loterij  | + 2 min 10 s     |
| 9.º | Boy van Poppel      | Trek-Segafredo               | + 2 min 24 s     |
| 10.º | Jasper De Buyst     | Lotto-Soudal                 | + 2 min 46 s     |